# 邵鶴齡
邵鶴齡（？—1852年），山東招遠邵家村人，清朝軍事將領、武進士。
嘉慶二十五年（1820年），登武進士，授三等侍衛。道光六年，任雲南大理城守營都司，后任景蒙營遊擊、普洱營遊擊、昭通營遊擊。道光十一年，任普洱鎮右營遊擊、開化鎮標中軍遊擊、開化鎮標右營都司。道光十五年，任新營遊擊。道光十六年，任永昌協副將。道光十九年，任威遠營參將。道光二十四年，升曲尋協副將。道光二十五年(1845年)，镇压云南永昌府回族起义有功，赏戴花翎。
道光二十六年，升開化鎮總兵。次年改湖北鄖陽鎮總兵。咸丰元年（1851年）洪秀全率太平军攻占广西永安州。邵鹤龄奉旨助剿，围困永安。翌年，太平军突围，邵鹤龄率军追至姑苏冲，杀首领洪大全等太平军两千余人。4月8日，邵鹤龄在永安城东龙寮口大洞山阵亡。咸豐二年（1852年），朝廷授騎都尉兼一雲騎尉。諡威確。